# قصعين برشاوشاني الأوراق
قصعين برشاوشاني الأوراق (الاسم العلمي:Salvia adiantifolia) هو نوع من النباتات يتبع جنس القصعين من الفصيلة الشفوية.